# دان باري (صحفي)
دان باري (بالإنجليزية: Dan Barry)‏ هو صحفي أمريكي، ولد في 1958 في كوينز في الولايات المتحدة.